# 尚皮尼苏瓦雷讷
尚皮尼苏瓦雷讷（法語：Champigny-sous-Varennes，法語發音：[ʃɑ̃piɲi su vaʁɛn]，意为“瓦雷讷下方的尚皮尼”）是法国上马恩省的一个市镇，属于朗格勒区。尚皮尼苏瓦雷讷曾于1972年与市镇阿芒斯河畔瓦雷讷和谢佐合并为市镇泰尔纳塔勒。1986年，尚皮尼苏瓦雷讷从泰尔纳塔勒脱离。2012年，泰尔纳塔勒解体为原来的阿芒斯河畔瓦雷讷与谢佐。

## 地理
尚皮尼苏瓦雷讷（47°52'3"N, 5°38'38"E）面积5.84 平方千米，位于法国大東部大區上马恩省，该省份为法国东北部内陆省份，北起马恩省和默兹省，西接奥布省，西南接科多尔省，东南接上索恩省，东临孚日省。
与尚皮尼苏瓦雷讷接壤的市镇（或旧市镇、城区）包括：阿芒斯河畔瓦雷讷、昂罗塞、阿尔比尼苏瓦雷讷、谢佐。
尚皮尼苏瓦雷讷的时区为UTC+01:00、UTC+02:00（夏令时）。

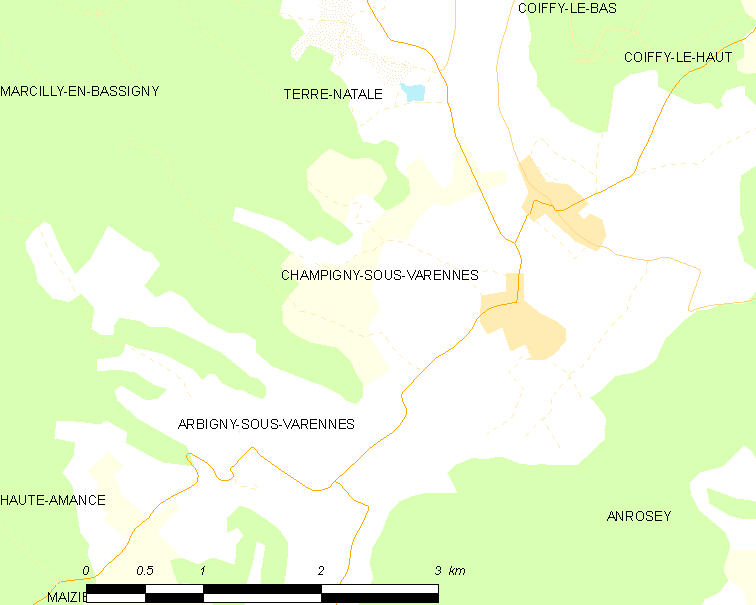
尚皮尼苏瓦雷讷的OSM定位图

## 行政
尚皮尼苏瓦雷讷的邮政编码为52400，INSEE市镇编码为52103。

## 政治
尚皮尼苏瓦雷讷所属的省级选区为沙兰德雷县。

## 人口

1962-2008年间尚皮尼苏瓦雷讷人口变化图示

尚皮尼苏瓦雷讷于2022年1月1日时的人口数量为132人。